# لوئیس راواچینو
لوئیس راواچینو (انگلیسی: Luis Ravaschino; ۱۵ ژانویهٔ ۱۹۰۳ – ۳۰ مارس ۱۹۸۸) بازیکن فوتبال اهل آرژانتین بود.
از باشگاه‌هایی که در آن بازی کرده‌است می‌توان به باشگاه اتلتیکو ایندپندینته و باشگاه فوتبال لانوس اشاره کرد.
وی همچنین در تیم ملی فوتبال آرژانتین بازی کرده‌است.